# M15/42
M15/42 byl italský střední tank používaný ve druhé světové válce. Jednalo se o pokračování řady středních tanků řady M. Oproti svému předchůdci M13/40 měl delší korbu a silnější pancéřování. Jeho produkce začala roku 1943, celkem bylo vyrobeno 90 kusů těchto tanků. Po kapitulaci Itálie byly kořistní tanky, které získala německá armáda, nazvány jako PzKpfw M15/42 738(i). Na druhé straně však byly užity i proti Němcům při bitvě o Řím. Tank měl 5stupňovou převodovku. Byl užíván Itálií i Německem. Mohl vyjet svah až o úhlu 45 stupňů. Měl 1x spřažený kulomet Breda 38 ráže 8 mm, 2x kulomet Breda 38 ráže 8 mm v korbě, 1x protiletadlový kulomet Breda 38 ráže 8 mm 2640 nábojů